# Lefranc (historieta)
Lefranc es una serie de cómics creada en 1952 por el dibujante Jacques Martin. Las aventuras de Lefranc se desarrollan en la época actual y están protagonizadas por el intrépido periodista que da nombre a la serie. Solo algunas de sus aventuras han sido publicadas en español, encargándose de ello en la actualidad la editorial Netcom2, que está publicando la colección completa.

## Evolución
Originalmente, Lefranc muestra grandes similitudes con Las aventuras de Tintín, tanto en el aspecto gráfico como en el carácter del su protagonista. Igual que Tintín, Lefranc es un periodista cuyo altruismo y desinterés le llevan a poner en riesgo su vida para defender al más débil o el bien común. Como el héroe de Hergé, se rodea de personajes secundarios que enriquecen la serie, como el pequeño Jeanjean y el comisario Renard.
En su primera aventura, La grande menace (1954), se advierte también una importante influencia de Edgar Pierre Jacobs, tanto en los dibujos como en la temática de la historia. Al igual que Blake y Mortimer, el protagonista se enfrenta a un peligroso y pertinaz villano que será su pesadilla y le perseguirá en posteriores aventuras. Si en los cómics de Jacobs la presencia del mal es encarnada por el coronel Olrik, aquí es el infame Axel Borg quien amenaza constantemente la paz, el bien y a nuestro amigo Lefranc.
Las siguientes aventuras, L'ouragan de feu (1961) y Le mystère Borg (1965), constituyen una verdadera maduración del personaje, a lo largo de la cual Martin se va alejando paulatinamente del modelo del maestro Jacobs, para desarrollar su propio estilo como guionista y dibujante. En ambos aspectos se va asemejando a una versión moderna de Alix, otro de los grandes personajes de Jacques Martin. 
Finalmente, el autor decidió centrarse en este último sin abandonar a Lefranc. Es así como surge Le repaire du loup (1974), álbum en el que Martin continúa siendo el guionista y controla la obra, pero cuyo dibujante es Bob de Moor, otro de los colaboradores del maestro Hergé, quien ya había trabajado en Las aventuras de Tintín.
Martín continúa como guionista y el puesto de dibujante pasa a Gilles Chaillet, quien desde entonces da una continuación más que digna a la saga, siguiendo las pautas artísticas del maestro. En los últimos álbumes publicados el dibujo ha sido encomendado a Christophe Simon, Francis Carin, André Taymans, Alain Maury y Régric.
André Taymans, famoso por su serie Caroline Baldwin, ha trabajado en Le maître de l'atome. Se trata de un álbum que constituye un proyecto que Martin dejó inacabado después de terminar La grande menace. Iba a ser la segunda aventura de la serie y por fin ha visto la luz medio siglo más tarde (la página 2 es la dibujada originalmente por Martin). El guion es M. Jacquemart, y el dibujo de Taymans y Erwin Drèze.

## Álbumes
- La grande menace (1954). La gran amenaza.
- L'ouragan de feu (1961). Huracán de fuego.
- Le mystère Borg (1965). El misterio Borg.
- Le repaire du Loup (dibujos de Bob de Moor) (1974). La guarida del lobo.
- Les portes de l'enfer (dibujos de Gilles Chaillet) (1978). Las puertas del infierno.
- Opération Thor (dibujos de Gilles Chaillet) (1979). Operación Thor.
- L'oasis (dibujos de Gilles Chaillet) (1981). El oasis.
- L'arme absolue (dibujos de Gilles Chaillet) (1982). El arma absoluta.
- La crypte (dibujos de Gilles Chaillet) (1984). La cripta.
- L'apocalypse (dibujos de Gilles Chaillet) (1987). Apocalipsis
- La cible (dibujos de Gilles Chaillet) (1989). El objetivo.
- La Camarilla (dibujos de Gilles Chaillet) (1997). La camarilla.
- Le vol du Spirit (dibujos de Gilles Chaillet) (1998). El vuelo del Spirit.
- La colonne (dibujos de Christophe Simon) (2001). La columna.
- El Paradisio (dibujos de Christophe Simon) (2002). Paraíso.
- L'ultimatum (dibujos de Francis Carin et Didier Desmit) (2004). El ultimatúm
- Le maître de l'atome (guion de Michel Jacquemart, dibujos de André Taymans et Erwin Drèze (excepto la página 2 y los dibujos con lápiz de las 4, 5 y 6, obra de Jacques Martin) (2006). El amo del átomo.
- La momie bleue (dibujos de Francis Carin, guion de Patrick Weber con base en una idea de Jacques Martin) (2007). La momia azul.
- Londres en péril (dibujos y guion de André Taymans y Erwin Drèze) (2008). Londres en peligro.
- Noël Noir (dibujos de Régric y guion de Michel Jacquemart) (2009). Navidades negras.
- Le châtiment (dibujos de André Taymans y guion de Patrick Delperdange) (2010). El castigo

- Les enfants du bunker (dibujos de Alain Maury y guion de Michel Jacquemart(2011). Los niños del búnker.
- L'Eternel Shogun (dibujos de Régric y guion de Thierry Robberetch) (2012). El eterno shogun.
- L'enfant Staline (dibujos de Régric y guion de Thierry Robberetch) (2013). El niño Stalin.

## Los viajes de Lefranc
- L'Aviation (1) (Guion Jacques Martin y Dibujos de Régric) (2004). La Aviación (1).
- L'Aviation (2) (Guion Jacques Martin y Dibujos de Régric) (2005). La Aviación (2).
- L'Aviation (3) (Guion Jacques Martin y Dibujos de Régric) (2007). La Aviación (3).

## Los reportajes de Lefranc
- Le mur de L'Atlantique (Guion Jacques Martin y Dibujos de Olivier Weinberg) (2011). El muro del Atlántico.
- Le Debarquement (Guion Isabelle Bournier y Dibujos de Olivier Weinberg) (2014). El Desembarco.

- Datos: Q1503057